# خافيير منديز (لاعب كرة قدم)
خافيير منديز (بالإسبانية: Óscar Méndez)‏ هو لاعب كرة قدم أوروغواني في مركز الوسط، ولد في 5 ديسمبر 1994. لعب مع نادي راسينغ مونتيفيديو.

## وصلات خارجية
- خافيير منديز على موقع قاعدة بيانات كرة القدم.إي يو (الإنجليزية)
- خافيير منديز على موقع Soccerway.com (الإنجليزية)